# Гилбърт (единица за измерване)
Гилбърт (отбелязване: Гб, Gi) – единица за измерване на магнитодвижеща сила в система СГС.
Наречена е в чест на Уилям Гилбърт.
{\displaystyle 1\,\mathrm {Gb} =}{\displaystyle 1\,\mathrm {cm} ^{\frac {1}{2}}\,\mathrm {g} ^{\frac {1}{2}}\,\mathrm {s} ^{-1}=}{\displaystyle 1\,\mathrm {Oe} \,\mathrm {cm} =}{\displaystyle {\frac {10}{4\,\pi }}\,\mathrm {A} =}{\displaystyle 0{,}795.774.7\,\mathrm {A} =}{\displaystyle 0{,}795.774.7\,\mathrm {Aw} }